# 賴氏姬春蟬
賴氏姬春蟬（学名：Euterpnosia laii）为蟬科姬春蟬屬下的一个种，成蟲於每年6至7月出沒，見於南投縣仁愛鄉清境農場一帶，公蟬體長約23—26（0.91—1.02英寸），母蟬體長約18—22（0.71—0.87英寸），體態特徵類似太平姬春蟬，但體型較小且瘦長，體色多為暗綠色或黑色，有齊鳴與夜間趨光性之行為，臺灣特有種。